# Agglomération protohistorique d'Aulnat
Pour la commune moderne, voir Aulnat.
L'agglomération protohistorique d'Aulnat, également appelée agglomération ou site d'Aulnat-Gandaillat-La Grande Borne-Le Brezet, est une agglomération gauloise arverne occupée entre la fin du IIIe siècle av. J.-C. et le début du Ier siècle av. J.-C. dont la superficie est estimée à 150 ha. Elle se trouve sur la commune de Clermont-Ferrand dans le Puy-de-Dôme mais son nom lui vient des premières découvertes réalisées à l'occasion de la construction de la base aérienne 745 Aulnat sur la commune voisine d'Aulnat.

## Historiographie
Une occupation laténienne a été mise en évidence au tournant des années 1930 et 1940 grâce aux observations de Jean-Jacques Hatt et de Gabriel Fournier dans le cadre de l'aménagement de la base aérienne 745 Aulnat et de prospections dans les 10 ha aux alentours. Après la Seconde Guerre mondiale, avec l'urbanisation galopante de l'agglomération clermontoise, les découvertes ponctuelles se multiplient mais aucune fouille n'est réalisée. Des surveillances de travaux sont notamment menées par Fernand Malacher tandis que les prospections de Nigel Mills permettent de documenter certains secteurs de la plaine de la Limagne. La fouille programmée la plus importante est celle menée à partir de 1966 par Robert Périchon, rejoint par John Collis à partir de 1973. La fouille de ce secteur sur un total de 4 200 m2 dure jusqu'en 1982 et les équipes anglaises mettent en œuvre des approches très différentes de celles de Périchon issues des fouilles préhistoriques. D'autres fouilles ont été menées à Pontcharaud, notamment en 1985 sur une nécropole du IIe siècle av. J.-C. ainsi que des structures domestiques, ou encore en 2000. D'autres opérations ont également eu lieu rue Élisée Reclus en 1991. Des sondages mécaniques ont permis de porter la superficie totale documentée à environ 60 ha au début des années 2010.

## Organisation et vestiges
L'agglomération prend la forme d'habitats ruraux à architecture de bois et de terre, implantés tous les 500 m à 1 km sur une superficie d'environ 150 ha au sein du territoire marécageux drainé de la Limagne potentiellement divisé en îlots. Les plus anciens habitats sont fondés à la fin du IIIe siècle av. J.-C. tandis que les derniers abandons datent du début du Ier siècle av. J.-C.. Outre les vestiges d'habits domestiques, des restes d'artisanat du fer et des métaux non ferreux, de tabletterie et de production céramique ont été retrouvés en plusieurs points de l'agglomération. Aucun aménagement public n'est documenté sinon d'hypothétiques places de marché et l'édifice cultuel évoqué au début des années 2000 ne fait pas l'unanimité quant à son interprétation. Plusieurs espaces funéraires sont implantés en périphérie de l'agglomération, à l'image de la nécropole de Pontcharaud. Le site demeure néanmoins peu documenté,.
Le site d'Aulnat constitue la plus ancienne agglomération arverne, qui aurait été à l'origine concentrée sur une dizaine d'hectares au début du IIIe siècle av. J.-C. avant de s'étendre vers le nord-ouest au tournant du siècle, puis vers l'ouest et l'est après le milieu du IIe siècle av. J.-C., au moment de son apogée. Son abandon survient au début du Ier siècle av. J.-C.. Plutôt qu'agglomération ou complexe, Christine Mennessier-Jouannet plaide en faveur de la qualification de ville pour décrire le site d'Aulnat.
Plusieurs sites périphériques agricoles de taille restreinte sont bien connus grâce à des fouilles importantes, comme l'établissement aristocratique du Pâtural où est reconnu un important atelier de forge, ou encore rue Descartes avec une production céramique, et à Sarliève avec de nombreux restes de tabletterie. Le sanctuaire de l'oppidum de Corent pourrait avoir assuré les fonctions cultuelles de l'agglomération.
Dès les premières interventions sur le site, une céramique d'un type particulier, jatte tronconique à hanse horizontale, est individualisée et nommée jatte d'Aulnat.